# 日ノモト
日ノモト（ひノモト）は、『諏方大明神絵詞』（1356年）に記された、14世紀初頭の蝦夷島（えぞがしま）に居住していた3集団のひとつ。

## 概要
「日ノモト」は、日の出る方向（すなわち東）や太陽にかかわる意味を有しており、蝦夷地にあっても太平洋沿岸につながる表現と考えられている。したがって、北海道東海岸ないし南海岸一帯（近世における「東蝦夷地」）に住むアイヌ民族であり、「日ノモト」からは千島列島やカムチャッカ半島などへのルート（「外国」へのルート）が開かれているものとみることができる。
『諏方大明神絵詞』において「日ノモト」は、「唐子」と同様「外国」に隣接し、その形体は「夜叉」のようであり、「禽獣魚肉」を常食とし、「五穀ノ農耕」を知らず、「九沢（訳）」をあいだにおいても言葉は通じないなど、古代中国の『礼記』などにみられる未開民族に対する紋切り型の差別表現と重なっている。